# Dombrád
Dombrád è una città di 4.243 abitanti situata nella contea di Szabolcs-Szatmár-Bereg, nell'Ungheria nord-orientale.